# Robert de Cotte
Robert de Cotte (1656 – 15. julij 1735) je bil francoski arhitekt-administrator, pod čigar nadzorom načrtovanja francoskih kraljevih stavb od leta 1699 so bile uvedene najzgodnejši detajli, ki so predstavljali rokokojski slog. Najprej je bil učenec Julesa Hardouin-Mansarta, kasneje pa je postal njegov svak in njegov sodelavec. Po Hardouin-Mansartovi smrti je de Cotte dokončal njegove nedokončane projekte, predvsem kraljevo kapelo v Versaillesu in Veliki Trianon.

## Življenjepis
Robert de Cotte, rojen v Parizu, je svojo kariero začel kot zidarski izvajalec, pri čemer je delal na pomembnih kraljevih projektih med letoma 1682 in 1685, ko je postal član Académie royale d'architecture in dvorni arhitekt, na tretjem mestu po pomembnosti za Mansartovim redko cenjenim pomočnikom Françoisom Dorbayem. Ko se je po šestmesečnem bivanju v Italiji (1689–1690) vrnil v Francijo, je v družbi Jacquesa Gabriela postal direktor Manufacture des Gobelins, kjer niso bile proizvedene samo slavne tapiserije, ampak tudi kraljevo pohištvo; celo načrte za ograje iz kovanega železa, narejene pod njegovim vodstvom, je mogoče najti med osmimi zvezki risb za Gobelins in za druga javna in zasebna naročila, shranjeni v Cabinet des Estampes, Bibliothèque Nationale. Leta 1699, ko je bil Mansart imenovan za Surintendant des Bâtiments, položaj, ki je bil sicer vedno rezerviran za plemenite laike, je de Cotte postal njegov namestnik na izvršilni funkciji, zadolžen za nadzor vseh datotek risb, zalog marmorja in drugega materiala, vključno s tistimi za kraljeve manufakture Gobelins in Savonnerie, z nadzorovanjem postopka zbiranja ponudb z izvajalci in s povezavo z Académie, katere član je postal istega leta. Fiske Kimball, kronist rokokoja, ugotavlja, da ni ohranjenih de Cottovih risb iz tega obdobja, niti iz obdobja po Mansartovi smrti maja 1708.
Od leta 1708 je bil Robert de Cotte Premier architecte du Roi in direktor Académie royale d'architecture. Bil je zadolžen za Bâtiments du Roi, ki ga je Hardouin-Mansart organiziral v prototip vseh sodobnih arhitekturnih birojev, kjer so bile vloge direktorja, nadzornika, inšpektorja, arhitekta in risarja specializirane, vpletene osebnosti pa pod okriljem Premier Architecte. Zadnja leta Ludvika XIV. niso celotno obdobje intenzivne dejavnosti v Versaillesu, kjer je bil edini veliki podvig, ki je bil v teku že ob de Cottejevem pristopu, kapela, dokončana leta 1710; tam so bili okrasni dizajni dejansko delo Pierra Lepautreja, ki ga je Fiske Kimball označil za »očeta rokokoja«.
De Cotte, z vse večjimi odgovornostmi na dvoru, je bil zaposlen tudi s projekti v Parizu. Njegovo ime je vpisano na prvem osnutku končnega projekta za Trg Vendôme (1699). De Cotte je bil odgovoren za Hôtel de Pontchartrain (Chancellerie, 1703); njegova ekipa je bila zaposlena z gradnjo hôtel particulier v Parizu, zlasti Hôtel de Lude (1710, porušen), Hôtel d'Estrées v rue de Grenelle (1713, predelan); ohranjene risbe za notranjost so Pierra Lepautra. De Cotte je bil zadolžen za ekipo, ki je v letih 1714–1715 preuredila Hôtel de Vrillière Françoisa Mansarta za zakonitega sina Ludvika XIV., grofa de Toulouškega; izjemne značilnosti so bile veliko stopnišče, pri katerem je sodelovalo več kiparjev, in Galerija (1718–1719), na kateri je slonel de Cottejev sloves in ki je preživela. Mariette je njegovo zasnovo pripisala François-Antoinu Vasséju.  Fiske Kimball se je na podlagi ohranjenih pripravljalnih risb strinjal s tem.
Z  Régence v času mladoletnosti Ludvika XV., kar sovpada z de Cottejevo zrelostjo, je umetniško vodstvo v Franciji leta 1715 gladko prešlo iz Bâtiments du Roi na delo, ki ga je opravljal Gilles-Marie Oppenord za regenta Filipa, vojvodo Orléanskega, v Palais Royal v Parizu. V zvitke Bâtiments du Roi niso dodali nobenega novega arhitekta. De Cotte, eden najuglednejših evropskih arhitektov, ki mu je služilo strogo usposobljeno osebje, je lahko prosto sprejemal zasebna naročila, pri čemer mu je v poznejših letih pomagal njegov sin Jules-Robert de Cotte (1683–1767). Balthasar Neumann, ki je bil v Parizu, da bi se z njim posvetoval o gradbenih operacijah v Würzburgu, je ugotovil, da sta on in njegov sin zelo zaposlena.
V tem obdobju je bil de Cotte odgovoren za Hôtel de Conti, rue de Bourbon (1716–19, pridobil ga je vojvoda du Maine; porušeno) in Hôtel de Bourvallais, Place Vendôme,  zdaj ministrstvo za pravosodje.
Zunaj Francije je bila de Cottejeva ekipa naročena za projekte, ki naj bi jih na kraju samem dokončali lokalni obrtniki. V Bonnu je njegovo ekipo v veliki meri zaposloval kölnski volilni knez za načrtovanje njegove podeželske palače Poppelsdorf (od leta 1715) in preoblikovanje notranjosti (1716–1717) njegove urbane volilne palače. Okras Cabinet des Glâces v slednji palači je sledil modelom Oppenorda, ki so vsebovali obrnjene krivulje in girlande, uporabljene na zrcalnih površinah, kar je nova značilnost. Novo krilo, imenovano Buen Retiro, je bilo predano v uporabo jeseni 1717.
Od novopečene Burbonske Španije je princesa des Ursins zahtevala njegov nasvet glede preureditve njenega Château de Chanteloup blizu Amboisa (Neuman, str. 229, opomba 4) in kraljičinih apartmajev v kraljevi palači v Madridu. Osmerokotna soba je bila izdelana v Parizu pod de Cottejevim očesom, 1713–1715, in poslana na namestitev v Madrid. V La Granji je bil asistent iz de Cottejeve pisarne, René Carlier, zaposlen pri oblikovanju parterjev. Za kardinala de Rohana je de Cotte poskrbel za dekoracijo Château de Saverne v Alzaciji (1721–1722; uničil požar).
Po Lepautrejevi smrti leta 1716 se je de Cotte za izum ornamentov obrnil na kiparja François-Antoinea Vasséja, »odgovornega za vse, kar je ustvarjalnega pomena v kasnejših De Cottovih delih, kot je bil Lepautre v prejšnjem obdobju«. 
Umrl je v Passyju (danes del Pariza).